# Ján Štokr
Ján Štokr est un joueur tchèque de volley-ball né le 16 janvier 1983 à Dačice (district de Jindřichův Hradec, alors en Tchécoslovaquie). Il mesure 2,05 m et joue attaquant. Il totalise 136 sélections en équipe de République tchèque.

## Clubs
| Club                | De        | À         |
| ------------------- | --------- | --------- |
| Aero Odolena Voda   | 2001-2002 | 2003-2004 |
| Pallavolo Modène    | 2004-2005 | 2004-2005 |
| ASD Cagliari Volley | 2005-2006 | 2005-2006 |
| Umbria Volley       | 2006-2007 | 2009-2010 |
| Trentino Volley     | 2010-2011 | 2012-2013 |
| Dinamo Krasnodar    | 2013-2014 | ...       |

## Palmarès

### Club
- Ligue des champions (1)
  - Vainqueur : 2011
- Challenge Cup (1)
  - Vainqueur : 2010
- Championnat du monde des clubs (3)
  - Vainqueur : 2011, 2012, 2013
- Championnat d'Italie (2)
  - Vainqueur : 2011, 2013
  - Finaliste : 2012
- Championnat de République tchèque (1)
  - Vainqueur : 2004
  - Finaliste : 2002, 2003
- Coupe d'Italie (2)
  - Vainqueur : 2012, 2003
  - Perdant : 2011
- Coupe de République tchèque (1)
  - Vainqueur : 2004
- Supercoupe d'Italie (1)
  - Vainqueur : 2012
  - Perdant : 2011, 2003

### Distinctions individuelles
- Meilleur joueur du championnat d'Italie 2011
- Meilleur joueur de la supercoupe d'Italie 2011
- Meilleur attaquant du Championnat du monde des clubs 2012
- Joueur de volley-ball tchèque de l'année 2012
- Joueur de volley-ball tchèque de l'année 2013